# Los buques suicidantes
Los buques suicidantes es un cuento del escritor uruguayo Horacio Quiroga, publicado por primera vez en Cuentos de amor de locura y de muerte, en 1917.

## Resumen
Es común que Los buques dejen de funcionar y se los deje a la deriva, pero a veces hay  buques abandonados. El relato de un marinero cuenta el hallazgo de un buque con una tripulación  desaparecida y nuevos marineros enviados desde otro buque. Una nueva tripulación abordó el buque, y todos fueron lanzados uno por uno al mar, únicamente el narrador se salvó.

## Otros datos
El relato aborda el tópico de los barcos fantasma, muy difundido en la literatura a partir de la leyenda de el holandés errante. Por su estilo, se ha destacado en este cuento la influencia del estadounidense Edgar Allan Poe.